# Neoxolmis rubetra
La monjita castaña (Neoxolmis rubetra),  es una especie de ave paseriforme de la familia Tyrannidae perteneciente al género Neoxolmis; hasta el año 2020 estuvo incluida en el género Xolmis. Es considerada endémica de Argentina, a pesar de registrada como vagante en adyacencias de países vecinos. 

## Distribución y hábitat

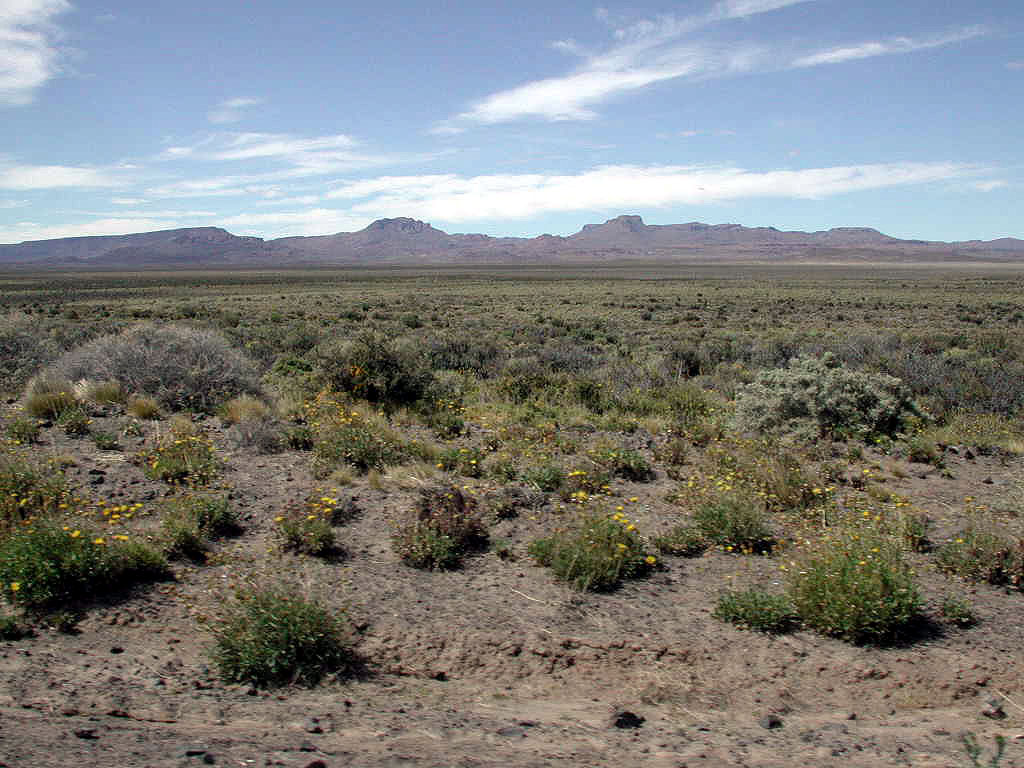
Meseta patágonica en Chubut, ejemplo de hábitat reproductivo de la especie.

Se distribuye por el oeste de Argentina, desde Mendoza hasta Santa Cruz, en el invierno austral migra hacia el norte del país. En 2013 fue registrada por primera vez en el extremo suroeste de Río Grande del Sur, Brasil. Cuenta también con un registro antiguo y no documentado en Paysandú, en Uruguay. También existe un registro en el 16 de febrero de 2013 en la desembocadura del Río Maipo, V región, Chile.
Esta especie no es poco común, pero apenas localmente, en sus hábitats naturales: los matorrales áridos esteparios de la Patagonia y del monte, los pastizales con arbustos dispersos y tierras de ganadería; hasta los 1000 m de altitud.

## Descripción
Mide 19 cm de longitud. Por arriba es pardo ferrugíneo, con una larga lista superciliar blanca, las alas son negras con bordes beige, la cola es negruzca con los bordes externos de las plumas externas blancos; los lados del pescuezo y las partes inferiores son blancos, con los lados y frente del pescuezo estriados de negro. La hembra es más apagada.

## Sistemática

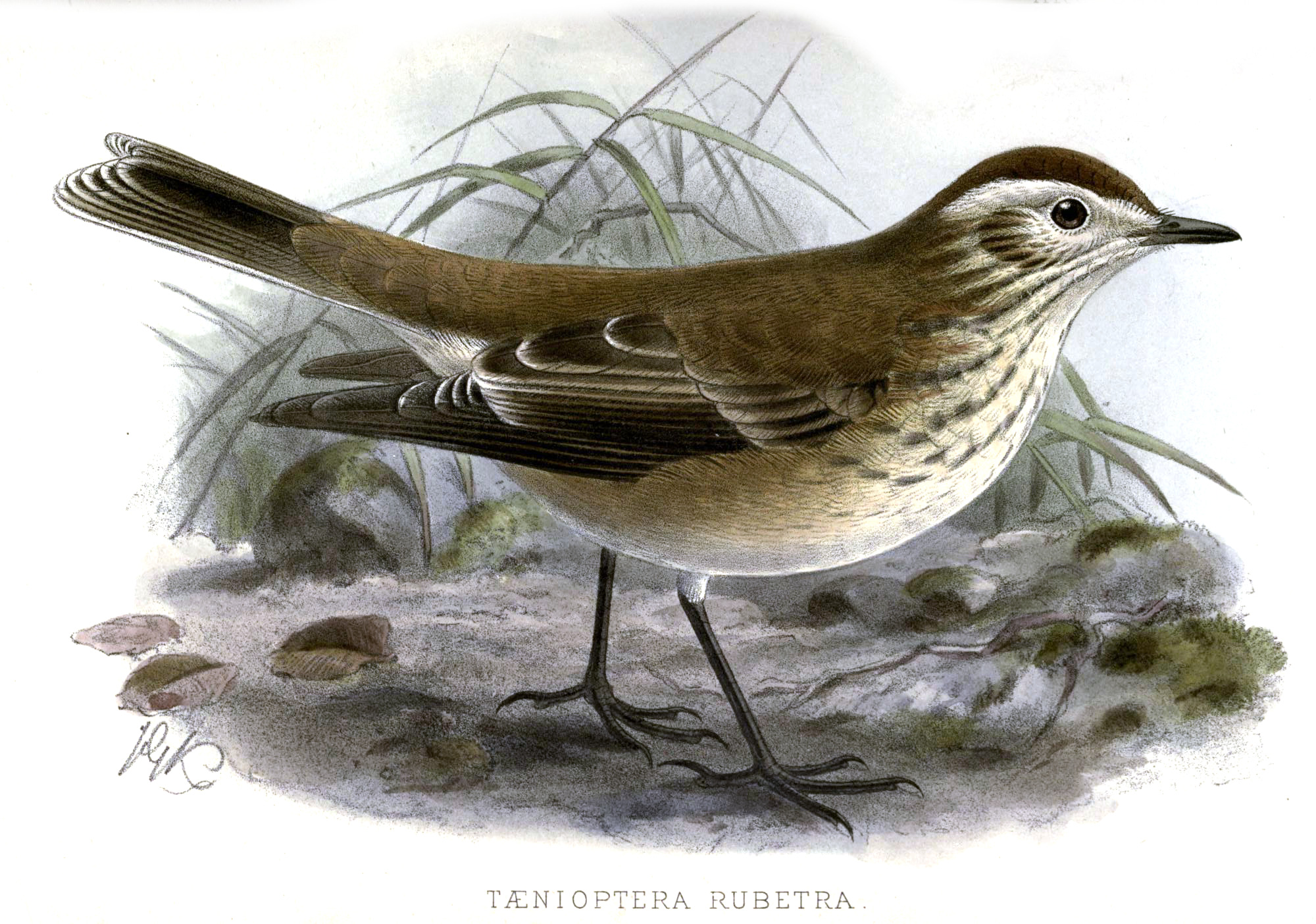
Taenioptera rubetra, ilustración de Keulemans en P.L. Sclater Argentine Ornithology, 1888.

### Descripción original
La especie N. rubetra fue descrita por primera vez por el naturalista germano - argentino Carlos Germán Burmeister en 1860 bajo el nombre científico Taenioptera rubetra; la localidad tipo es «Sierra de Mendoza, Argentina».

### Etimología
El nombre genérico masculino «Neoxolmis» es una combinación de la palabra del griego «neos» que significa ‘nuevo’, y del género Xolmis, las monjitas; y el nombre de la especie «rubetra» en latín  moderno es el nombre de las aves conocidas como tarabillas Saxicola.

### Taxonomía
La presente especie estuvo tradicionalmente colocada en el género Xolmis, aunque algunos autores anteriores ya la colocaron en el género Neoxolmis. Los estudios genéticos recientes de Ohlson et al. (2020) y Chesser et al. (2020) concluyeron que el género Xolmis no era monofilético, encontraron que la presente especie es hermana de Neoxolmis rufiventris y el par formado por ambas es próximo de la entonces denominada Xolmis coronatus, por lo cual la presente, coronatus y X. salinarum fueron transferidas al género Neoxolmis. El cambio taxonómico fue aprobado en la Propuesta No 885 al Comité de Clasificación de Sudamérica (SACC). Es monotípica.